# Resistencia térmica
La resistencia térmica de un material representa la capacidad del material de oponerse al flujo de calor. En el caso de materiales homogéneos es la razón entre el espesor y la conductividad térmica del material; en materiales no homogéneos la resistencia es el inverso de la conductancia térmica.

## Resistencia térmica de una capa de material
La resistencia al paso del calor de un elemento discreto formado por una capa de material homogéneo y caras planoparalelas separadas un espesor e es igual 
En metro cuadrado y kelvin por vatio
Donde {\displaystyle e} es el espesor de la capa (m) y {\displaystyle {\lambda }} (lambda) la conductividad térmica del material, W/(K·m).
Cuando el elemento no es homogéneo, pero su heterogeneidad se distribuye uniformemente, como por ejemplo, un muro de ladrillo con juntas de mortero de cemento, se obtiene en laboratorio un {\displaystyle {\lambda }} útil (coeficiente de conductividad), media ponderada de los coeficientes de cada material, y puede aplicarse a la fórmula anterior.
El valor de la resistencia es el inverso de la conductancia (C):

## Elemento formado por varias capas
La resistencia térmica de un elemento formado por varias capas, cada uno de ellas de material homogéneo, es igual a la suma de las resistencias de cada una de las capas:

## Resistencia térmica superficial
Al pasar el calor de un fluido a un elemento sólido (en general, del aire ambiente a un elemento constructivo) se produce una resistencia a este paso, que varía con la velocidad del fluido (velocidad del aire), rugosidad de la superficie, etc. y que se llama resistencia superficial. Tiene la misma ecuación dimensional que las resistencias de los elementos constructivos.

## Resistencia térmica total
Cuando el elemento descrito está en una situación real, con aire ambiente en sus dos caras, se define la resistencia térmica total Rt es la suma de la resistencia térmica del elemento constructivo más las resistencias térmicas superficiales; es la inversa de la transmitancia (U), o coeficiente de transmisión de calor de un elemento (K). Se verifica que:
O, en el caso de que se quiera estudiar un elemento de varias capas:
en ambos casos se miden en m²·K·W-1